# Wuffa dell'Anglia orientale
Wuffa o Uffa (... – 578 circa) fu re dell'Anglia orientale dal 571 fino alla sua morte.
Tradizionalmente Wuffa viene considerato figlio di Wehha dell'Anglia orientale e padre di Tytila anche se non v'è alcuna certezza che egli sia una figura realmente esistita. Wuffa è l'eponimo della dinastia dei Wuffinga che regnò sull'Anglia orientale fino al 749. Beda il Venerabile considera Wuffa quale primo re degli angli orientali, mentre l'Historia Brittonum, scritta circa un secolo dopo, considera Wehha quale primo sovrano.

## Il regno
Il regno dell'Anglia orientale fu a lungo un piccolo regno anglosassone indipendente che era nato a seguito della migrazione che dallo Jutland aveva portato nuova gente nel Suffolk sudorientale. Alcuni storici ritengono che Wehha dell'Anglia orientale fosse uno dei loro capi e sono stati fatti tentativi per identificare questo popolo migrante con il clan dei Wulfingas, facente parte del popolo dei Geati, clan citato nel poema scritto in Lingua inglese antica Beowulf.
Gli storici hanno usato le Genealogiae regum Anglorum quale aiuto per stabilire una data per gli insediamenti.
Il regno dell'Anglia orientale confinava a nord e a est con il Mare del Nord, a sud da impenetrabili foreste e a ovest con la vasta regione paludosa detta Fens. La via principale da e per l'Anglia orientale doveva essere, a quel tempo, un corridoio lungo il quale correva anche un'antica via preistorica, la Icknield Way. Il terrapieno di Devil's Dyke doveva essere formato dalla parte occidentale dei confini del regno, ma la sua costruzione non può essere datata con certezza così che non si può essere certi se sia o meno di origine anglo-sassone. 
Il suo nome, diminutivo della parola dell'antico inglese che significa lupo, è l'eponimo dinastico che indica i re dell'Anglia orientale, Wuffing.

## Leggenda o verità storica?
Secondo quanto emerge dalla Genealogiae regum Anglorum Wuffa era figlio di Wehha, padre di Tytila e nonno di re Redwald, colui che è sepolto nella nave funeraria di Sutton Hoo. Il suo nome, diminutivo della parola dell'antico inglese che significa lupo, è l'eponimo dinastico che indica i re dell'Anglia orientale, Wuffing. È stato suggerito che Wuffa e la sua dinastia siano originati da una tribù germanica, quella dei Varni, e Wuffa sarebbe identificabile come il re degli angli di cui parla lo storico bizantino Procopio di Cesarea. Secondo Procopio nel VI secolo un principe dei Varni venne fidanzato con la sorella del re degli angli.
Secondo il cronista Ruggero di Wendover governò dal 571 al 578 anche se le origini di tali informazioni non sono note, alcuni storici ritengono che vi siano prove che possano suggerire che egli governò attorno al 575.
E'da Beda che si apprende della presunta parentela nonno-nipote che legherebbe Wuffa a Redwald, tuttavia la sua idea che Wuffa fosse il primo re dell'Anglia orientale è contraddetta dall'opera posteriore Historia Brittorum che dà il primato a tale Guillem Guercha fornendogli anche una genealogia appropriata. Alcuni storici vogliono che Guillem e Wuffa corrispondano giacché il primo sarebbe la sbagliata trascrizione, dovuta al modo in cui si pronunciava il nome, del secondo. Altri ritengono che Nennio, autore dell'Historia, volesse porre Wehha quale capostipite dei Wuffing.
La mancanza di prove impedisce di capire se Wuffa sia o meno mai esistito veramente